# Иона Соловецкий (книжник)
Иона Соловецкий (20 ноября 1561 — первая треть XVII в.) — русский странствующий монах, головщик (глава хора), вероятный составитель книжного сборника энциклопедического характера (хранится в РНБ, шифр Q.XVII.67). В начале сборника помещает редкую для древнерусской литературы автобиографию. Отличался превосходным каллиграфическим почерком.

## Биография
Основные биографические данные почерпнуты из автобиографии, кратко записанной на первом листе сборника перед 60-летием автора, когда он приводил в порядок своё книжное собрание. Автобиография содержит много точных дат (в том числе уникальна для Древней Руси указанием дат рождения и «наименования»; вероятно, основана на дневниковых записях), однако не содержит имени; оно было установлено Б. Н. Морозовым в 1988 году по сличению его записей с записями в приходно-расходной книге Тихвинского монастыря за 1592 год.
Будущий монах (мирское имя неизвестно) родился 20 ноября 1561 года, вероятно, в центральных областях Московской Руси. С семилетнего возраста начал учиться грамоте, в 12 лет стал «нотарием» (секретарём) новгородского архиепископа Леонида. Уже тогда он переписывает для себя сложнейшие календарно-астрономические и медико-астрологические трактаты (сохранились в сборнике), которые мог получить у книжников из окружения царя Ивана Грозного в середине 1570-х годов, когда весь царский двор переместился на время в Новгород. В 1580 году, после впадения в опалу архиепископа Леонида, принимает пострижение в Соловецком монастыре; наставником и учителем его называют Филофея, попавшего также из-за опалы на Соловки епископа Рязанского и Муромского. С 1587 года Иона начинает странствия по монастырям Северо-Западной Руси и Вологодской земли, посетив всего 22 обители. Причиной ухода Ионы, согласно одному из его писем к еп. Филофею — странный конфликт с настоятелем Соловецкого монастыря: тот хотел рукоположить монаха во иеродиаконы, а Иона рукоположения не принял и отправился зарабатывать на жизнь «от таланта, еже ми даровал Творец».
Странствующий клирошанин Иона побывал в Александро-Свирском, Тихвинском, Дымском, Медведецком монастырях; в 1591 году посещает Новгород (Антониев, Юрьев монастыри), неоднократно бывал в Кирилло-Белозерском монастыре.
В 1595—1596 годах посещает центр Московской Руси (Троице-Сергиеву и Чудову обители, кремлёвское подворье Кирилло-Белозерского монастыря). Оттуда возвращается в Белоозеро и живёт следующие несколько лет в скитах Приладожья, Коневецком, Хутынском, Александро-Свирском монастырях, на Валааме и в Кореле. В 1605 году ездит в Череповец, Спасо-Прилуцкий монастырь, свыше года живёт в Спасо-Каменном монастыре, затем на три года возвращается на Соловки. Снова пустившись в путь в сентябре 1609 года, странствует по Поморью (Антониево-Сийский монастырь), откуда едет снова в Кириллов; далее до 1621 года, которым автобиография кончается, уже эту местность не покидает. Б. Морозов предполагает, что после составления автобиографической записи Иона отправился в район Суздаля (он упоминает в одной из поздних записей настоятеля Переславль-Залесского Федоровского монастыря и владыку Суздальского), где мог встречаться с известным книжником Арсением Елассонским; там он, видимо, и умер.

## Наследие
Впервые научное внимание к сборнику рукописей, составленному неизвестным автором и попавшему в Публичную библиотеку Петербурга из собрания графа Ф. А. Толстого в 1825 году, привлёк в 1913 году будущий академик А. С. Орлов. Подробное исследование единицы хранения Q.XVII.67 (в частности, обнаружение в ней текста послания Курбского Ивану Грозному, возможно, ближайшего к оригиналу — раньше исследователи не обратили на него внимания из-за чрезвычайно мелкого почерка рукописи) и установление имени составителя было осуществлено в конце XX века Б. Н. Морозовым.
Сохранившаяся часть библиотеки Ионы Соловецкого — это 234 листа, на которых размещено свыше 400 текстов. Значительная часть переписанных произведений дана в сокращении. Переписанные тексты местами перемежаются «дорожниками» — записями о посещённых Ионой в его путешествиях населённых пунктах и расстояниях между ними, и «летописцами» — заметками о текущих событиях. Опись (л. 199) содержит сведения об утраченных частях библиотеки. В собрании представлены духовные поучения и правила, исторические, географические, астрономические, медицинские, лингвистические сведения, образцы писем. В числе прочего там есть:
- Первое послание Андрея Курбского Иоанну Грозному
- «Поучение полезно к своей комуждо души некоего Ермолая»
- «Повесть о посаднике Щиле» (самый ранний список)[6]
- Схема точек кровопускания (не сохранилась)
- Астрономо-астрологический фрагмент — очевидно, дополнение к «Учению» Кирика